# DF-285

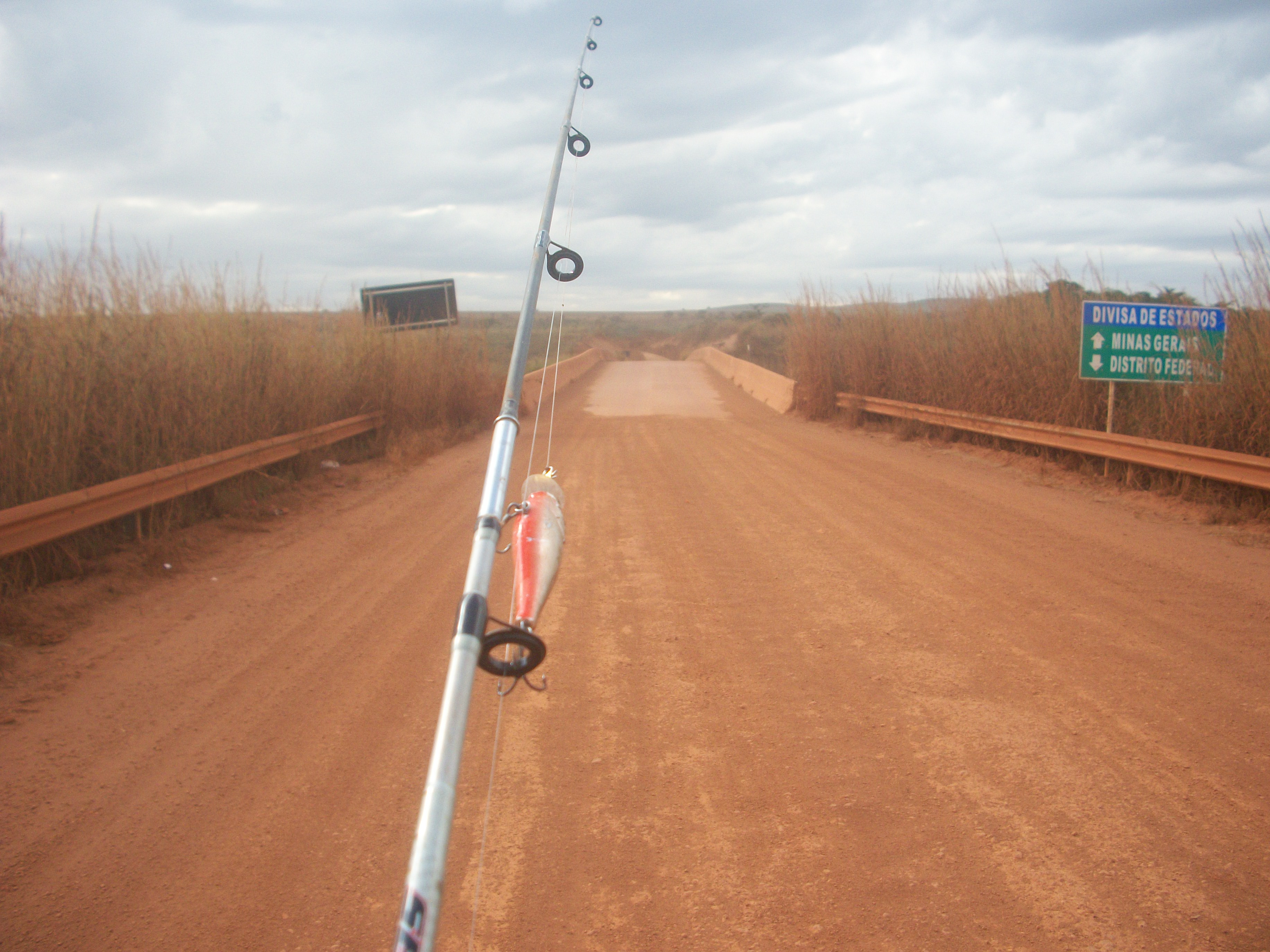
Rodovia DF-285, próximo à divisa entre Distrito Federal e Minas Gerais.

DF-285 é uma rodovia transversal do Distrito Federal brasileiro, sob administração da respectiva unidade federativa. Liga a BR-251 a Unaí, em Minas Gerais, passando pelo município mineiro de Cabeceira Grande, mais especificamente no distrito de Palmital de Minas. É a única rodovia que dá acesso a Minas Gerais sem passar por Goiás, passa pelo rio Preto e cruza com a DF-100.
A rodovia atravessa região de produção rural, porém até 2021 não era asfaltada. O governo do Distrito Federal anunciou o asfaltamento no ano de 2019 e 13,2km de pavimentação foram entregues em 2021.